# Llista de topònims de Darnius
Llista de topònims (noms propis de lloc) del municipi de Darnius, a l'Alt Empordà
Informació actualitzada per un bot. Els canvis manuals es perdran quan s'actualitzi!

## búnquer
| imatge | Nom                            | Ubicat a | instància de | Detalls                                  | coordenades                                                                                  | Protecció                                  | Commons (més fotos)          | Dades a WD                    |
| ------ | ------------------------------ | -------- | ------------ | ---------------------------------------- | -------------------------------------------------------------------------------------------- | ------------------------------------------ | ---------------------------- | ----------------------------- |
|        | Búnquer al turó de Mont-roig   | Darnius  | búnquer      | Estil: arquitectura popular 20th century | 42° 21′ 04″ N, 2° 53′ 15″ E / 42.35105°N,2.88748°E ca:Vessant sud-oest del turó de Mont-Roig | bé integrant del patrimoni cultural català | Búnquer al turó de Mont-roig | Modifica les dades a Wikidata |
|        | Búnquer del camí del Mas Rajol | Darnius  | búnquer      | Estil: arquitectura popular              | 42° 21′ 08″ N, 2° 52′ 08″ E / 42.352319°N,2.868767°E                                         | bé integrant del patrimoni cultural català |                              | Modifica les dades a Wikidata |

## cabana
| imatge | Nom                 | Ubicat a | instància de | Detalls | coordenades                                                         | Protecció | Commons (més fotos) | Dades a WD                    |
| ------ | ------------------- | -------- | ------------ | ------- | ------------------------------------------------------------------- | --------- | ------------------- | ----------------------------- |
|        | Coberts de Can Bodó | Darnius  | cabana       |         | 42° 21′ 57″ N, 2° 47′ 25″ E / 42.3657891801397°N,2.7901547823621°E  |           |                     | Modifica les dades a Wikidata |
|        | Paller d'en Palau   | Darnius  | cabana       |         | 42° 21′ 53″ N, 2° 51′ 20″ E / 42.3646295108075°N,2.85566497951453°E |           |                     | Modifica les dades a Wikidata |

## casa
| imatge | Nom                           | Ubicat a | instància de | Detalls                     | coordenades                                                                    | Protecció                                  | Commons (més fotos) | Dades a WD                    |
| ------ | ----------------------------- | -------- | ------------ | --------------------------- | ------------------------------------------------------------------------------ | ------------------------------------------ | ------------------- | ----------------------------- |
|        | Ca l'Araba                    | Darnius  | casa         | Estil: arquitectura popular | 42° 22′ 07″ N, 2° 49′ 54″ E / 42.368689°N,2.831715°E                           | bé integrant del patrimoni cultural català |                     | Modifica les dades a Wikidata |
|        | Ca l'Olano                    | Darnius  | casa         | Estil: arquitectura popular | 42° 22′ 02″ N, 2° 49′ 59″ E / 42.367088°N,2.833159°E                           | bé integrant del patrimoni cultural català |                     | Modifica les dades a Wikidata |
|        | Can Gorgot                    | Darnius  | casa         | Estil: arquitectura popular | 42° 22′ 04″ N, 2° 49′ 56″ E / 42.367794°N,2.832222°E                           | bé integrant del patrimoni cultural català |                     | Modifica les dades a Wikidata |
|        | Can Susin                     | Darnius  | casa         | Estil: arquitectura popular | 42° 22′ 08″ N, 2° 49′ 53″ E / 42.368824°N,2.831436°E ca:Plaça de l'Església, 6 | bé integrant del patrimoni cultural català |                     | Modifica les dades a Wikidata |
|        | Casa Maideu                   | Darnius  | casa         | Estil: arquitectura popular | 42° 22′ 00″ N, 2° 50′ 04″ E / 42.366685°N,2.834465°E                           | bé integrant del patrimoni cultural català |                     | Modifica les dades a Wikidata |
|        | casa a la plaça de l'Església | Darnius  | casa         | Estil: arquitectura popular | 42° 22′ 08″ N, 2° 49′ 54″ E / 42.368847°N,2.831763°E ca:Plaça de l'Església    | bé integrant del patrimoni cultural català |                     | Modifica les dades a Wikidata |
|        | casa al carrer Major, 17      | Darnius  | casa         | Estil: arquitectura popular | 42° 22′ 03″ N, 2° 49′ 59″ E / 42.367534°N,2.832939°E                           | bé integrant del patrimoni cultural català |                     | Modifica les dades a Wikidata |
|        | casa al carrer Major, 30      | Darnius  | casa         | Estil: arquitectura popular | 42° 22′ 03″ N, 2° 49′ 58″ E / 42.367403°N,2.832787°E ca:Carrer Major, 28-30    | bé integrant del patrimoni cultural català |                     | Modifica les dades a Wikidata |
|        | casa del carrer Major, 1      | Darnius  | casa         | Estil: arquitectura popular | 42° 22′ 06″ N, 2° 49′ 55″ E / 42.368329°N,2.832026°E                           | bé integrant del patrimoni cultural català |                     | Modifica les dades a Wikidata |
|        | casa del carrer Major, 59     | Darnius  | casa         | Estil: arquitectura popular | 42° 21′ 59″ N, 2° 50′ 05″ E / 42.366505°N,2.83466°E                            | bé integrant del patrimoni cultural català |                     | Modifica les dades a Wikidata |
|        | habitatge al carrer Major, 34 | Darnius  | casa         | Estil: arquitectura popular | 42° 22′ 02″ N, 2° 49′ 58″ E / 42.367358°N,2.832873°E                           | bé integrant del patrimoni cultural català |                     | Modifica les dades a Wikidata |
|        | habitatge al carrer Major, 6  | Darnius  | casa         | Estil: arquitectura popular | 42° 22′ 06″ N, 2° 49′ 55″ E / 42.368307°N,2.83185°E                            | bé integrant del patrimoni cultural català |                     | Modifica les dades a Wikidata |

## curs d'aigua
| imatge | Nom                 | Ubicat a                    | instància de | Detalls                                               | coordenades | Protecció | Commons (més fotos) | Dades a WD                    |
| ------ | ------------------- | --------------------------- | ------------ | ----------------------------------------------------- | --- | --------- | ------------------- | ----------------------------- |
|        | Arnera              | Maçanet de Cabrenys Darnius | curs d'aigua | Desemboca: pantà de Darnius-Boadella Muga             | 42° 22′ 24″ N, 2° 47′ 18″ E / 42.3732°N,2.78838°E                                                                      |           | Arnera River        | Modifica les dades a Wikidata |
|        | Llobregat d'Empordà | Alt Empordà                 | curs d'aigua | Desemboca: Muga Conca: 853.8km²                       | 42° 19′ 51″ N, 2° 57′ 21″ E / 42.3307°N,2.95577°E 28 msnm                                                              |           | Llobregat d'Empordà | Modifica les dades a Wikidata |
|        | Muga                | Comarques gironines         | curs d'aigua | Desemboca: mar Mediterrània Llarg: 70km Conca: 961km² | 42° 21′ 23″ N, 2° 34′ 01″ E / 42.356279°N,2.567071°E 42° 14′ 07″ N, 3° 07′ 31″ E / 42.235380930036°N,3.1252241134644°E |           | Muga                | Modifica les dades a Wikidata |
|        | Ricardell           | Darnius Biure               | curs d'aigua | Desemboca: Llobregat d'Empordà                        | 42° 23′ 04″ N, 2° 49′ 22″ E / 42.384437°N,2.822847°E 42° 20′ 08″ N, 2° 55′ 27″ E / 42.335475°N,2.9243°E                |           | El Ricardell        | Modifica les dades a Wikidata |

## dolmen
| imatge | Nom                        | Ubicat a | instància de | Detalls | coordenades                                                                  | Protecció | Commons (més fotos) | Dades a WD                    |
| ------ | -------------------------- | -------- | ------------ | ------- | ---------------------------------------------------------------------------- | --------- | ------------------- | ----------------------------- |
|        | dolmen de Pardals          | Darnius  | dolmen       |         | 42° 23′ 27″ N, 2° 48′ 17″ E / 42.390808333333°N,2.8047361111111°E 477.2 msnm |           |                     | Modifica les dades a Wikidata |
|        | dolmen del Puig de Caneres | Darnius  | dolmen       |         | 42° 22′ 56″ N, 2° 48′ 16″ E / 42.382305555556°N,2.8045277777778°E            |           |                     | Modifica les dades a Wikidata |

## edifici
| imatge | Nom                                                     | Ubicat a | instància de | Detalls                                                             | coordenades                                                          | Protecció                                  | Commons (més fotos)             | Dades a WD                    |
| ------ | ------------------------------------------------------- | -------- | ------------ | ------------------------------------------------------------------- | -------------------------------------------------------------------- | ------------------------------------------ | ------------------------------- | ----------------------------- |
|        | Barracons milícies                                      | Darnius  | edifici      | Estil: arquitectura popular                                         | 42° 21′ 16″ N, 2° 52′ 10″ E / 42.354504°N,2.869534°E                 | bé integrant del patrimoni cultural català |                                 | Modifica les dades a Wikidata |
|        | Conjunt de búnquers i trinxeres línia P: 01 Observatori | Darnius  | edifici      |                                                                     |                                                                      | bé cultural d'interès local                |                                 | Modifica les dades a Wikidata |
|        | Escoles                                                 | Darnius  | edifici      | Estil: arquitectura popular                                         | 42° 22′ 01″ N, 2° 49′ 54″ E / 42.366996°N,2.831744°E                 | bé integrant del patrimoni cultural català |                                 | Modifica les dades a Wikidata |
|        | Hotel de Santa Anna                                     | Darnius  | edifici      | Estil: arquitectura popular                                         | 42° 22′ 05″ N, 2° 49′ 57″ E / 42.367956°N,2.832409°E                 | bé integrant del patrimoni cultural català |                                 | Modifica les dades a Wikidata |
|        | Societat la Concòrdia                                   | Darnius  | edifici      | Arquitecte: Josep Azemar i Pont Estil: arquitectura modernista 1910 | 42° 22′ 07″ N, 2° 49′ 56″ E / 42.3685°N,2.83228°E ca:plaça Major, 22 | bé integrant del patrimoni cultural català | Societat la Concòrdia (Darnius) | Modifica les dades a Wikidata |
|        | Torre de Mont-roig                                      | Darnius  | edifici      |                                                                     |                                                                      | bé integrant del patrimoni cultural català |                                 | Modifica les dades a Wikidata |

## entitat singular de població
| imatge | Nom                 | Ubicat a | instància de                                                                   | Detalls | coordenades                                                                     | Protecció | Commons (més fotos) | Dades a WD                    |
| ------ | ------------------- | -------- | ------------------------------------------------------------------------------ | ------- | ------------------------------------------------------------------------------- | --------- | ------------------- | ----------------------------- |
|        | Barri del Pantà     | Darnius  | entitat singular de població                                                   | 11 hab  | 42° 20′ 39″ N, 2° 50′ 11″ E / 42.34405°N,2.83652°E 170 msnm                     |           |                     | Modifica les dades a Wikidata |
|        | Darnius             | Darnius  | entitat singular de població ens local històric de Catalunya capital municipal | 468 hab | 42° 22′ 00″ N, 2° 50′ 00″ E / 42.36667°N,2.83333°E 192 msnm                     |           |                     | Modifica les dades a Wikidata |
|        | Santa Anna          | Darnius  | entitat singular de població                                                   | 3 hab   | 42° 21′ 21″ N, 2° 49′ 48″ E / 42.355823452811°N,2.8300867833256°E 180 msnm      |           |                     | Modifica les dades a Wikidata |
|        | Veïnat d'Amunt      | Darnius  | entitat singular de població                                                   | 9 hab   | 42° 22′ 42″ N, 2° 48′ 25″ E / 42.378301825797°N,2.8069472428636°E 360 msnm      |           |                     | Modifica les dades a Wikidata |
|        | Veïnat d'Arnera     | Darnius  | entitat singular de població                                                   | 28 hab  | 42° 21′ 26″ N, 2° 47′ 47″ E / 42.357289445678°N,2.79626664767744°E 186.132 msnm |           |                     | Modifica les dades a Wikidata |
|        | Veïnat de Mont-roig | Darnius  | entitat singular de població                                                   | 19 hab  | 42° 20′ 49″ N, 2° 52′ 28″ E / 42.346928°N,2.874387°E 116 msnm                   |           |                     | Modifica les dades a Wikidata |
|        | Veïnat de Ricardell | Darnius  | entitat singular de població                                                   | 11 hab  | 42° 22′ 01″ N, 2° 50′ 59″ E / 42.366981°N,2.849596°E 129 msnm                   |           |                     | Modifica les dades a Wikidata |

## església
| imatge | Nom                    | Ubicat a | instància de     | Detalls                      | coordenades                                                                  | Protecció                                  | Commons (més fotos)    | Dades a WD                    |
| ------ | ---------------------- | -------- | ---------------- | ---------------------------- | ---------------------------------------------------------------------------- | ------------------------------------------ | ---------------------- | ----------------------------- |
|        | Sant Esteve del Llop   | Darnius  | església masia   |                              | 42° 22′ 15″ N, 2° 48′ 18″ E / 42.3707°N,2.80497°E                            | bé integrant del patrimoni cultural català | Sant Esteve del Llop   | Modifica les dades a Wikidata |
|        | Sant Vicenç            | Darnius  | església capella |                              | 42° 23′ 03″ N, 2° 48′ 33″ E / 42.3841948871408°N,2.80922670137737°E 347 msnm |                                            |                        | Modifica les dades a Wikidata |
|        | Santa Maria de Darnius | Darnius  | església         | Estil: arquitectura romànica | 42° 22′ 08″ N, 2° 49′ 54″ E / 42.369°N,2.8316°E                              | bé integrant del patrimoni cultural català | Santa Maria de Darnius | Modifica les dades a Wikidata |

## font
| imatge | Nom                    | Ubicat a | instància de | Detalls | coordenades                                                         | Protecció | Commons (més fotos) | Dades a WD                    |
| ------ | ---------------------- | -------- | ------------ | ------- | ------------------------------------------------------------------- | --------- | ------------------- | ----------------------------- |
|        | font de Sant Silvestre | Darnius  | font         |         | 42° 24′ 08″ N, 2° 47′ 50″ E / 42.4021411119587°N,2.79709372508896°E |           |                     | Modifica les dades a Wikidata |
|        | font de la Deu         | Darnius  | font         |         | 42° 21′ 32″ N, 2° 50′ 38″ E / 42.3588682735615°N,2.84394784440354°E |           |                     | Modifica les dades a Wikidata |

## masia
| imatge | Nom                         | Ubicat a | instància de | Detalls                     | coordenades                                                              | Protecció                                  | Commons (més fotos) | Dades a WD                    |
| ------ | --------------------------- | -------- | ------------ | --------------------------- | ------------------------------------------------------------------------ | ------------------------------------------ | ------------------- | ----------------------------- |
|        | Cal Cerdà                   | Darnius  | masia        |                             | 42° 21′ 57″ N, 2° 52′ 20″ E / 42.3657117747733°N,2.87213045456832°E      |                                            |                     | Modifica les dades a Wikidata |
|        | Cal Cosinet                 | Darnius  | masia        |                             | 42° 21′ 38″ N, 2° 52′ 46″ E / 42.3605772515988°N,2.87947555152498°E      |                                            |                     | Modifica les dades a Wikidata |
|        | Can Baldiró                 | Darnius  | masia        |                             | 42° 21′ 23″ N, 2° 46′ 41″ E / 42.3565078983923°N,2.77793364879932°E      |                                            |                     | Modifica les dades a Wikidata |
|        | Can Barris                  | Darnius  | masia        |                             | 42° 20′ 48″ N, 2° 52′ 27″ E / 42.3465671621737°N,2.87426962236257°E      |                                            |                     | Modifica les dades a Wikidata |
|        | Can Boixó                   | Darnius  | masia        |                             | 42° 21′ 50″ N, 2° 52′ 23″ E / 42.3638576035872°N,2.87310574664907°E      |                                            |                     | Modifica les dades a Wikidata |
|        | Can Budó                    | Darnius  | masia        | Estil: arquitectura popular | 42° 21′ 57″ N, 2° 47′ 26″ E / 42.365857°N,2.790613°E                     | bé integrant del patrimoni cultural català |                     | Modifica les dades a Wikidata |
|        | Can Butxaca                 | Darnius  | masia        |                             | 42° 21′ 32″ N, 2° 49′ 30″ E / 42.3588501362896°N,2.82513809605859°E      |                                            |                     | Modifica les dades a Wikidata |
|        | Can Comall                  | Darnius  | masia        |                             | 42° 21′ 29″ N, 2° 49′ 00″ E / 42.3579901913354°N,2.81657965229876°E      |                                            |                     | Modifica les dades a Wikidata |
|        | Can Descals                 | Darnius  | masia        | Estil: arquitectura popular | 42° 21′ 59″ N, 2° 50′ 31″ E / 42.366398°N,2.842008°E                     | bé integrant del patrimoni cultural català |                     | Modifica les dades a Wikidata |
|        | Can Gallat                  | Darnius  | masia        |                             | 42° 21′ 34″ N, 2° 52′ 13″ E / 42.3593062042922°N,2.87013980238064°E      |                                            |                     | Modifica les dades a Wikidata |
|        | Can Guilló                  | Darnius  | masia        | Estil: arquitectura popular | 42° 23′ 17″ N, 2° 47′ 49″ E / 42.388167°N,2.797009°E                     | bé integrant del patrimoni cultural català |                     | Modifica les dades a Wikidata |
|        | Can Judes                   | Darnius  | masia        |                             | 42° 21′ 28″ N, 2° 46′ 51″ E / 42.3577290422003°N,2.78069794539284°E      |                                            |                     | Modifica les dades a Wikidata |
|        | Can Llosa                   | Darnius  | masia        |                             | 42° 21′ 31″ N, 2° 47′ 02″ E / 42.3585727362623°N,2.78392508376273°E      |                                            |                     | Modifica les dades a Wikidata |
|        | Can Maidéu                  | Darnius  | masia        |                             | 42° 21′ 28″ N, 2° 51′ 29″ E / 42.35766263691°N,2.8580103662157°E         |                                            |                     | Modifica les dades a Wikidata |
|        | Can Mas                     | Darnius  | masia        |                             | 42° 23′ 01″ N, 2° 49′ 26″ E / 42.3836867873221°N,2.8237572103374°E       |                                            |                     | Modifica les dades a Wikidata |
|        | Can Massot                  | Darnius  | masia        | Estil: arquitectura popular | 42° 21′ 57″ N, 2° 49′ 59″ E / 42.365863°N,2.833083°E ca:Ctra. de Maçanet | bé integrant del patrimoni cultural català |                     | Modifica les dades a Wikidata |
|        | Can Missarra                | Darnius  | masia        |                             | 42° 21′ 33″ N, 2° 53′ 36″ E / 42.3591589098622°N,2.89322441736993°E      |                                            |                     | Modifica les dades a Wikidata |
|        | Can Palau                   | Darnius  | masia        | Estil: arquitectura popular | 42° 21′ 58″ N, 2° 50′ 50″ E / 42.3661°N,2.8473°E                         | bé integrant del patrimoni cultural català |                     | Modifica les dades a Wikidata |
|        | Can Perot                   | Darnius  | masia        |                             | 42° 21′ 31″ N, 2° 47′ 19″ E / 42.3586444487248°N,2.78857566145869°E      |                                            |                     | Modifica les dades a Wikidata |
|        | Can Portell                 | Darnius  | masia        |                             | 42° 23′ 34″ N, 2° 49′ 00″ E / 42.392727263419°N,2.8166227172658°E        |                                            |                     | Modifica les dades a Wikidata |
|        | Can Salelles                | Darnius  | masia        |                             | 42° 21′ 30″ N, 2° 53′ 11″ E / 42.358323851778°N,2.88646213215288°E       |                                            |                     | Modifica les dades a Wikidata |
|        | Can Salvi del Bosc          | Darnius  | masia        |                             | 42° 22′ 40″ N, 2° 50′ 41″ E / 42.3778269576°N,2.84459328163408°E         |                                            |                     | Modifica les dades a Wikidata |
|        | Can Vilanova                | Darnius  | masia        |                             | 42° 21′ 26″ N, 2° 47′ 37″ E / 42.3570957156441°N,2.79369299043318°E      |                                            |                     | Modifica les dades a Wikidata |
|        | Mas Cellers                 | Darnius  | masia        |                             | 42° 20′ 50″ N, 2° 47′ 58″ E / 42.3471814217478°N,2.79957734278847°E      |                                            |                     | Modifica les dades a Wikidata |
|        | Mas Corbet                  | Darnius  | masia        |                             | 42° 21′ 14″ N, 2° 49′ 35″ E / 42.3539348909601°N,2.82651165287295°E      |                                            |                     | Modifica les dades a Wikidata |
|        | Mas Costa                   | Darnius  | masia        |                             | 42° 21′ 05″ N, 2° 50′ 01″ E / 42.351325799397°N,2.833741384628°E         |                                            |                     | Modifica les dades a Wikidata |
|        | Mas Cros                    | Darnius  | masia        |                             | 42° 23′ 48″ N, 2° 47′ 58″ E / 42.3967°N,2.79939167°E                     |                                            |                     | Modifica les dades a Wikidata |
|        | Mas Genís                   | Darnius  | masia        | Estil: arquitectura popular | 42° 22′ 53″ N, 2° 49′ 50″ E / 42.3814°N,2.83061°E                        | bé integrant del patrimoni cultural català |                     | Modifica les dades a Wikidata |
|        | Mas Genís II                | Darnius  | masia        | Estil: arquitectura popular | 42° 21′ 52″ N, 2° 50′ 45″ E / 42.364368°N,2.845899°E                     | bé integrant del patrimoni cultural català |                     | Modifica les dades a Wikidata |
|        | Mas Puig de Caneres         | Darnius  | masia        | Estil: arquitectura popular | 42° 23′ 04″ N, 2° 48′ 31″ E / 42.3845°N,2.80874°E                        | bé integrant del patrimoni cultural català |                     | Modifica les dades a Wikidata |
|        | Mas Rajol                   | Darnius  | masia        |                             | 42° 21′ 06″ N, 2° 52′ 12″ E / 42.3517137860791°N,2.86990045456048°E      |                                            |                     | Modifica les dades a Wikidata |
|        | Mas Segalars                | Darnius  | masia        |                             | 42° 21′ 14″ N, 2° 48′ 33″ E / 42.3538°N,2.80909°E                        |                                            |                     | Modifica les dades a Wikidata |
|        | Mas de Sant Esteve del Llop | Darnius  | masia        | Estil: arquitectura popular | 42° 22′ 17″ N, 2° 48′ 18″ E / 42.371498°N,2.805072°E                     | bé integrant del patrimoni cultural català |                     | Modifica les dades a Wikidata |
|        | Mas de les Planes           | Darnius  | masia        |                             | 42° 22′ 16″ N, 2° 49′ 31″ E / 42.3712158140125°N,2.82534671183648°E      |                                            |                     | Modifica les dades a Wikidata |
|        | Masoveria Mas Genís         | Darnius  | masia        | Estil: arquitectura popular | 42° 22′ 52″ N, 2° 49′ 47″ E / 42.381196°N,2.829726°E                     | bé integrant del patrimoni cultural català |                     | Modifica les dades a Wikidata |
|        | Molí d'en Palau             | Darnius  | masia        |                             | 42° 21′ 38″ N, 2° 51′ 35″ E / 42.36045556°N,2.85968056°E                 |                                            |                     | Modifica les dades a Wikidata |
|        | el Coll de l'Hospital       | Darnius  | masia        |                             | 42° 21′ 43″ N, 2° 49′ 51″ E / 42.361831°N,2.83096°E 234 msnm             |                                            |                     | Modifica les dades a Wikidata |
|        | el Solà                     | Darnius  | masia        |                             | 42° 22′ 26″ N, 2° 47′ 46″ E / 42.373779929913°N,2.7960297427662°E        |                                            |                     | Modifica les dades a Wikidata |
|        | els Pardals                 | Darnius  | masia        |                             | 42° 23′ 34″ N, 2° 48′ 34″ E / 42.3926877728332°N,2.80933462984417°E      |                                            |                     | Modifica les dades a Wikidata |
|        | la Barraca                  | Darnius  | masia        |                             | 42° 21′ 22″ N, 2° 49′ 46″ E / 42.3560916412871°N,2.82937138698152°E      |                                            |                     | Modifica les dades a Wikidata |

## molí d'aigua
| imatge | Nom                 | Ubicat a | instància de | Detalls | coordenades                                                         | Protecció | Commons (més fotos) | Dades a WD                    |
| ------ | ------------------- | -------- | ------------ | ------- | ------------------------------------------------------------------- | --------- | ------------------- | ----------------------------- |
|        | Molí d'en Serra     | Darnius  | molí d'aigua |         | 42° 22′ 06″ N, 2° 47′ 50″ E / 42.3683418359184°N,2.79734827738846°E |           |                     | Modifica les dades a Wikidata |
|        | Molí de Can Descalç | Darnius  | molí d'aigua |         | 42° 22′ 17″ N, 2° 50′ 24″ E / 42.3713093242043°N,2.84005475540358°E |           |                     | Modifica les dades a Wikidata |

## muntanya
| imatge | Nom                | Ubicat a                             | instància de | Detalls | coordenades                                                         | Protecció | Commons (més fotos) | Dades a WD                    |
| ------ | ------------------ | ------------------------------------ | ------------ | ------- | ------------------------------------------------------------------- | --------- | ------------------- | ----------------------------- |
|        | Cim del Mont-roig  | Darnius                              | muntanya     |         | 42° 21′ 08″ N, 2° 53′ 16″ E / 42.3521°N,2.88764°E 296.8 msnm        |           |                     | Modifica les dades a Wikidata |
|        | Mont-roig          | Darnius                              | muntanya     |         | 42° 21′ 04″ N, 2° 53′ 11″ E / 42.35102917°N,2.88641667°E 295.6 msnm |           |                     | Modifica les dades a Wikidata |
|        | Puig Boac          | Darnius                              | muntanya     |         | 42° 21′ 06″ N, 2° 50′ 09″ E / 42.35178111°N,2.83593056°E 281 msnm   |           |                     | Modifica les dades a Wikidata |
|        | Puig Cargol        | Darnius Boadella i les Escaules      | muntanya     |         | 42° 20′ 45″ N, 2° 51′ 30″ E / 42.3459°N,2.85824167°E 261.1 msnm     |           |                     | Modifica les dades a Wikidata |
|        | Puig Castellar     | Darnius                              | muntanya     |         | 42° 22′ 03″ N, 2° 48′ 33″ E / 42.3676°N,2.80904°E 403.7 msnm        |           |                     | Modifica les dades a Wikidata |
|        | Puig de Can Llosa  | Darnius Sant Llorenç de la Muga      | muntanya     |         | 42° 21′ 12″ N, 2° 47′ 06″ E / 42.3534°N,2.78511°E 507.8 msnm        |           |                     | Modifica les dades a Wikidata |
|        | Puig de la Creu    | Darnius la Vajol Maçanet de Cabrenys | muntanya     |         | 42° 23′ 57″ N, 2° 47′ 27″ E / 42.39911111°N,2.79083056°E 621.4 msnm |           |                     | Modifica les dades a Wikidata |
|        | Puig de la Guàrdia | Darnius                              | muntanya     |         | 42° 22′ 42″ N, 2° 48′ 49″ E / 42.37828611°N,2.81371389°E 282 msnm   |           |                     | Modifica les dades a Wikidata |
|        | Puig del Portell   | Darnius                              | muntanya     |         | 42° 23′ 27″ N, 2° 48′ 18″ E / 42.3908°N,2.80491°E 477.2 msnm        |           |                     | Modifica les dades a Wikidata |
|        | Puig del Viarany   | Agullana Darnius                     | muntanya     |         | 42° 22′ 45″ N, 2° 50′ 35″ E / 42.3791°N,2.8431°E 266.6 msnm         |           |                     | Modifica les dades a Wikidata |
|        | Roc d'en Moreu     | Darnius                              | muntanya     |         | 42° 22′ 51″ N, 2° 49′ 23″ E / 42.38081389°N,2.823°E 333.5 msnm      |           |                     | Modifica les dades a Wikidata |
|        | Rocacorba          | Darnius Sant Llorenç de la Muga      | muntanya     |         | 42° 20′ 35″ N, 2° 49′ 27″ E / 42.34296111°N,2.82403889°E 281.3 msnm |           |                     | Modifica les dades a Wikidata |
|        | la Muntanya Gran   | Darnius                              | muntanya     |         | 42° 21′ 26″ N, 2° 51′ 07″ E / 42.357325°N,2.851855°E 260.5 msnm     |           |                     | Modifica les dades a Wikidata |

## pont
| imatge | Nom                  | Ubicat a | instància de | Detalls | coordenades                                                         | Protecció | Commons (més fotos) | Dades a WD                    |
| ------ | -------------------- | -------- | ------------ | ------- | ------------------------------------------------------------------- | --------- | ------------------- | ----------------------------- |
|        | Pont de Palau        | Darnius  | pont         |         | 42° 21′ 49″ N, 2° 51′ 29″ E / 42.3635516492708°N,2.85796267993826°E |           |                     | Modifica les dades a Wikidata |
|        | Pont del Gavatx Mort | Darnius  | pont         |         | 42° 21′ 38″ N, 2° 53′ 06″ E / 42.3605469752105°N,2.88507376927563°E |           |                     | Modifica les dades a Wikidata |

## serra
| imatge | Nom                   | Ubicat a         | instància de | Detalls | coordenades                                                         | Protecció | Commons (més fotos) | Dades a WD                    |
| ------ | --------------------- | ---------------- | ------------ | ------- | ------------------------------------------------------------------- | --------- | ------------------- | ----------------------------- |
|        | serra de Bosquerós    | Campmany Darnius | serra        |         | 42° 22′ 11″ N, 2° 51′ 50″ E / 42.36984722°N,2.86386389°E 222 msnm   |           |                     | Modifica les dades a Wikidata |
|        | serra de la Solana    | Campmany Darnius | serra        |         | 42° 22′ 16″ N, 2° 51′ 05″ E / 42.3711°N,2.85134°E                   |           |                     | Modifica les dades a Wikidata |
|        | serrat del Sentinella | Darnius          | serra        |         | 42° 21′ 47″ N, 2° 49′ 14″ E / 42.36293333°N,2.82068611°E 326.7 msnm |           |                     | Modifica les dades a Wikidata |

## Misc
| imatge | Nom                        | Ubicat a | instància de                                      | Detalls                                                                    | coordenades | Protecció                                            | Commons (més fotos)            | Dades a WD                    |
| ------ | -------------------------- | -------- | ------------------------------------------------- | -------------------------------------------------------------------------- | --- | ---------------------------------------------------- | ------------------------------ | ----------------------------- |
|        | Ajuntament de Darnius      | Darnius  | casa consistorial                                 | Estil: arquitectura popular                                                | 42° 22′ 06″ N, 2° 49′ 56″ E / 42.368294°N,2.832336°E                                                           | bé integrant del patrimoni cultural català           |                                | Modifica les dades a Wikidata |
|        | Carrer Major               | Darnius  | carrer                                            | Estil: arquitectura popular                                                | 42° 22′ 00″ N, 2° 50′ 02″ E / 42.3668°N,2.8338°E ca:Carrer Major                                               | bé integrant del patrimoni cultural català           | Carrer Major (Darnius)         | Modifica les dades a Wikidata |
|        | Castell de Mont-roig       | Darnius  | castell                                           | Estil: arquitectura popular                                                | 42° 21′ 08″ N, 2° 52′ 32″ E / 42.35215556°N,2.87563056°E ca:Camí que surt del km 3 de la Ctra. GI-502 276 msnm | bé d'interès cultural bé cultural d'interès nacional | Castell de Mont-roig (Darnius) | Modifica les dades a Wikidata |
|        | Forn de calç de Can Palau  | Darnius  | forn de calç                                      | Estil: arquitectura popular                                                | 42° 21′ 39″ N, 2° 51′ 08″ E / 42.360832°N,2.852174°E                                                           | bé integrant del patrimoni cultural català           |                                | Modifica les dades a Wikidata |
|        | Mont Roig                  | Darnius  | vèrtex geodèsic                                   | Alt: 1.2m                                                                  | 42° 21′ 04″ N, 2° 53′ 11″ E / 42.351038°N,2.886514°E 296.869 msnm                                              |                                                      |                                | Modifica les dades a Wikidata |
|        | Mont-roig                  | Darnius  | nucli de població ens local històric de Catalunya |                                                                            | 42° 21′ 08″ N, 2° 52′ 11″ E / 42.3521202°N,2.8698389°E                                                         |                                                      |                                | Modifica les dades a Wikidata |
|        | Muralla de Darnius         | Darnius  | muralla urbana                                    |                                                                            | 42° 22′ 09″ N, 2° 49′ 53″ E / 42.369094°N,2.831508°E ca:Plaça Major                                            | bé integrant del patrimoni cultural català           | Muralla de Darnius             | Modifica les dades a Wikidata |
|        | Pedra Balladora            | Darnius  | menhir                                            |                                                                            | 42° 22′ 32″ N, 2° 50′ 02″ E / 42.3754254411393°N,2.83395897580877°E                                            |                                                      |                                | Modifica les dades a Wikidata |
|        | Pedrera d'en Cros          | Darnius  | pedrera                                           |                                                                            | 42° 23′ 47″ N, 2° 47′ 30″ E / 42.3963586903859°N,2.7917661732439°E                                             |                                                      |                                | Modifica les dades a Wikidata |
|        | Plàtana Grossa d'en Massot | Darnius  | arbre singular                                    | Taxon: plàtan (Platanus ×hispanica) Ample: 25.1m Alt: 31m Perímetre: 4.85m | 42° 21′ 57″ N, 2° 50′ 01″ E / 42.36589°N,2.83364°E ca:El Massot, prop de la font 197 msnm                      | arbre monumental                                     | Plàtana Grossa d'en Massot     | Modifica les dades a Wikidata |
|        | Rectoria de Darnius        | Darnius  | rectoria                                          | Estil: arquitectura popular                                                | 42° 22′ 03″ N, 2° 49′ 57″ E / 42.367583°N,2.83252°E                                                            | bé integrant del patrimoni cultural català           |                                | Modifica les dades a Wikidata |
|        | Torre de Mont-Roig         | Darnius  | torre de telegrafia òptica                        |                                                                            | 42° 21′ 07″ N, 2° 52′ 38″ E / 42.3519387°N,2.8771552°E                                                         |                                                      |                                | Modifica les dades a Wikidata |
|        | l’Arnera                   | Darnius  | assentament humà                                  |                                                                            | |                                                      |                                | Modifica les dades a Wikidata |